# Paolo Arconati Visconti
Paolo Arconati Visconti (Milano, 1754 – Bruxelles, 20 agosto 1821) è stato un nobile e politico italiano naturalizzato belga.

## Biografia
Appartenente alla nobile famiglia degli Arconati, Paolo era figlio di Giangaleazzo Arconati Visconti, V marchese di Busto Garolfo, e di sua moglie, la nobildonna belga Henriette Scockart von Tirimont zu Gaasbeek. Nacque a Milano nel 1754.
Suo padre era ciambellano imperiale e inserito nella politica locale. Nel 1796 Paolo ereditò i beni di sua zia materna Brigitte Scockart, baronessa di Gaesbeek, e da allora decise di trasferirsi nei Paesi Bassi austriaci (ora Belgio) per meglio sovrintendere alla gestione dei beni ricevuti, risiedendo alternativamente ora a Bruxelles, ora nel castello di Gaesbeek.
Dopo le elezioni politiche del 21 marzo 1797 in Belgio, dopo che la provincia era stata annessa alla Francia, vinse la coalizione conservatrice e Paolo divenne presidente della municipalità di Bruxelles, ma ben presto la sua amministrazione venne accusata dai rivoluzionari francesi di trascurare le istituzioni repubblicane e venne interrotta per ordine del Direttorio. Il 26 aprile 1800, quando ormai l'astro nascente di Napoleone Bonaparte pareva essere consacrato in via definitiva al governo francese, l'Arconati venne nominato nuovamente sindaco di Bruxelles come atto di conciliazione coi conservatori locali. Ad ogni modo anche questo suo secondo periodo amministrativo fu piuttosto breve in quanto il 22 luglio di quello stesso anno Paolo diede le proprie dimissioni, formalmente per ragioni di salute, ma in realtà per l'opposizione mossagli per la restaurazione delle finanze cittadine.
Rimasto fedele al regime napoleonico, il 27 maggio 1801 venne nominato dal primo console Bonaparte al ruolo di membro del Consiglio generale del dipartimento della Dyle, conservando tali funzioni sino al 1811. Il 27 ottobre 1804 divenne membro del consiglio comunale di Bruxelles.
Più che per la sua amministrazione politica, in realtà poco incisiva, l'Arconati divenne noto a Bruxelles per il lusso ed il fasto di cui si circondò nella propria residenza di Gaesbeek dove nello specifico fece erigere un arco di trionfo in onore di Napoleone nel 1806. Nel 1811 acquistò a Bruxelles l'antica Maison du Roi, una delle residenze più belle sulla piazza principale della città, mantenendone la proprietà sino al 1817.
Morì a Bruxelles il 20 agosto 1821.

## Albero genealogico
|                                                             |   |                                   | Genitori                                               |  |  | Nonni |  |  | Bisnonni                                        |  |  | Trisnonni                                               |  |
|                                                             |   |                                   |                                                        |  |  |       |  |  | Giuseppe Arconati, II marchese di Busto Garolfo |  |  | Giovanni Battista Arconati, I marchese di Busto Garolfo |  |
|                                                             |   |                                   |                                                        |  |  |       |  |  | Giuseppe Arconati, II marchese di Busto Garolfo |  |  | Giovanni Battista Arconati, I marchese di Busto Garolfo |  |
|                                                             |   | …                                 |                                                        |  |  |       |  |  | Giuseppe Arconati, II marchese di Busto Garolfo |  |  |                                                         |  |
| Luigi Arconati, III marchese di Busto Garolfo               |   |                                   |                                                        |  |  |       |  |  | Giuseppe Arconati, II marchese di Busto Garolfo |  |  |                                                         |  |
|                                                             |   | Marta Maria Ponga                 | …                                                      |  |  |       |  |  |                                                 |  |  |                                                         |  |
|                                                             |   | Marta Maria Ponga                 | …                                                      |  |  |       |  |  |                                                 |  |  |                                                         |  |
|                                                             |   | Marta Maria Ponga                 | …                                                      |  |  |       |  |  |                                                 |  |  |                                                         |  |
| Giangaleazzo Arconati Visconti, V marchese di Busto Garolfo |   | Marta Maria Ponga                 |                                                        |  |  |       |  |  |                                                 |  |  |                                                         |  |
|                                                             |   | Francesco Maria Visconti di Motta | Giovanni Visconti di Motta, marchese di Motta Visconti |  |  |       |  |  |                                                 |  |  |                                                         |  |
|                                                             |   | Francesco Maria Visconti di Motta | Giovanni Visconti di Motta, marchese di Motta Visconti |  |  |       |  |  |                                                 |  |  |                                                         |  |
|                                                             |   | Francesco Maria Visconti di Motta | Placidia Grimaldi de Castro                            |  |  |       |  |  |                                                 |  |  |                                                         |  |
| Vittoria Visconti di Motta                                  |   | Francesco Maria Visconti di Motta |                                                        |  |  |       |  |  |                                                 |  |  |                                                         |  |
|                                                             |   | Maria Caterina Camilla Ghilini    | Emilio Ghilini                                         |  |  |       |  |  |                                                 |  |  |                                                         |  |
|                                                             |   | Maria Caterina Camilla Ghilini    | Emilio Ghilini                                         |  |  |       |  |  |                                                 |  |  |                                                         |  |
|                                                             |   | Maria Caterina Camilla Ghilini    | Flaminia Sauli                                         |  |  |       |  |  |                                                 |  |  |                                                         |  |
| Paolo Arconati Visconti                                     |   | Maria Caterina Camilla Ghilini    |                                                        |  |  |       |  |  |                                                 |  |  |                                                         |  |
|                                                             | … | …                                 |                                                        |  |  |       |  |  |                                                 |  |  |                                                         |  |
|                                                             | … | …                                 |                                                        |  |  |       |  |  |                                                 |  |  |                                                         |  |
|                                                             | … | …                                 |                                                        |  |  |       |  |  |                                                 |  |  |                                                         |  |
| …                                                           | … |                                   |                                                        |  |  |       |  |  |                                                 |  |  |                                                         |  |
|                                                             |   | …                                 | …                                                      |  |  |       |  |  |                                                 |  |  |                                                         |  |
|                                                             |   | …                                 | …                                                      |  |  |       |  |  |                                                 |  |  |                                                         |  |
|                                                             |   | …                                 | …                                                      |  |  |       |  |  |                                                 |  |  |                                                         |  |
| Henriette Scockart von Tirimont zu Gaasbeek                 |   | …                                 |                                                        |  |  |       |  |  |                                                 |  |  |                                                         |  |
|                                                             |   | …                                 | …                                                      |  |  |       |  |  |                                                 |  |  |                                                         |  |
|                                                             |   | …                                 | …                                                      |  |  |       |  |  |                                                 |  |  |                                                         |  |
|                                                             |   | …                                 | …                                                      |  |  |       |  |  |                                                 |  |  |                                                         |  |
| …                                                           |   | …                                 |                                                        |  |  |       |  |  |                                                 |  |  |                                                         |  |
|                                                             |   | …                                 | …                                                      |  |  |       |  |  |                                                 |  |  |                                                         |  |
|                                                             |   | …                                 | …                                                      |  |  |       |  |  |                                                 |  |  |                                                         |  |
|                                                             |   | …                                 | …                                                      |  |  |       |  |  |                                                 |  |  |                                                         |  |
|                                                             |   | …                                 |                                                        |  |  |       |  |  |                                                 |  |  |                                                         |  |